# Tuchoraz
Tuchoraz (deutsch Tuchoraz) ist eine Gemeinde in Tschechien. Sie liegt zwei Kilometer südlich von Český Brod und gehört zum Okres Kolín.

## Geographie
Tuchoraz liegt an einer kleinen Verbindungsstraße von Kostelec nad Černými Lesy nach Český Brod. Nachbarorte sind Český Brod im Norden, Přistoupim im Nordosten, Kšely im Osten, Vitice, Syneč und Krupá im Südosten, Přehvozdí im Süden, Mrzky im Südwesten sowie Vrátkov im Westen.

## Geschichte
Tuchoraz wurde erstmals 1295 schriftlich erwähnt. In diesem Jahr verfügte es über einen befestigten Hof, der einem Litoš von Tuchoraz gehörte. Vermutlich Anfang des 15. Jahrhunderts wurde eine steinerne Feste erbaut, die 1463 im Besitz des Frauenberger Burggrafen Nikolaus von Landstein war. Er bekleidete unter König Johann von Luxemburg mehrere Hof- und Landesämter und veranlasste einen Um- und Ausbau der Feste zu einem Kastell. Dieses und das Städtchen Tuchoraz wurden 1541 in der böhmischen Landtafel verzeichnet. Um diese Zeit gehörte es dem Bořivoj von Donin. Da dieser aktiv an der Ständerebellion von 1547 beteiligt war, wurde er nach deren Niederschlagung unter Hausarrest gestellt. Infolge von Erbteilungen kam Tuchoraz 1579 an Jaroslav Smiřický von Smiřice, der es mit seiner Herrschaft Schwarzkosteletz verband. Um 1770 wurde das Kastell weitgehend abgetragen und das Baumaterial zur Errichtung der herrschaftlichen Teichbefestigungen verwendet. Das Städtchen Tuchoraz sank wieder zu einem Dorf herab. Für 1869 sind 558 Einwohner verzeichnet. 1991 waren es 326.

## Sehenswürdigkeiten
- Von dem ursprünglich gotischen Kastell haben sich ein Palas, ein Turm und Gewölbe erhalten.